# Misanthrope
I Misanthrope sono un gruppo musicale heavy metal francese attivo dal 1989.

## Formazione
Attuale
- Phillipe De L'Argilière - voce
- Anthony Scemama - chitarre, tastiere
- Jean-Jacques Moréac - basso, tastiere
- Gaël Feret - batteria

Ex membri
- Gregory Lambert - chitarre
- Jean-Baptiste Boitel - chitarre, tastiere
- Charles-Henri Moréac - chitarre
- Stephane Cros - chitarre
- Frantz-Xavier Boscher - chitarre
- Lionel Bolore - basso
- Alexandre Iskander - tastiere
- Sergio Gruz - tastiere
- David Barrault - batteria
- Olivier Gaubert - batteria
- Johansson Offhenstruh - batteria
- Alexis Phélipot - batteria

## Discografia
- Inductive Theories (demo, 1989)
- Crisis of Soul (demo, 1990)
- Hater of Mankind (split, 1991)
- Variation on Inductive Theories/Kingdom of the Dark (1993)
- Miracles: Totem Taboo (1994)
- 1666...Théâtre Bizarre (1995)
- Visionnaire (1997)
- Libertine Humiliations (1998)
- Misanthrope Immortel (2000)
- Recueil d'Écueils: les Épaves et Autres Oeuvres Interdites (raccolta, 2000)
- Sadistic Sex Daemon (2003)
- Misanthro-Thérapie (15 Années d'Analyse) (raccolta, 2004)
- Metal Hurlant (doppio, 2005)
- IrremeDIABLE (2008)
- Ænigma Mystica (doppio, 2013)